# Diane McNaron
Diane McNaron (* 1958 in Texas; gestorben am 20. Februar 2022 in Birmingham (Alabama)) war  eine US-amerikanische Sängerin und Cabaretleiterin.

## Leben
McNaron studierte an der Opernproduktion an der Florida State University bei Hans Busch, Max Roethlissberger und Ross Allen. Daneben nahm sie Gesangsunterricht bei den Kurt-Weill-Spezialisten Randolph und Lys Symonette, außerdem bei Gianna d’Angelo an der Indiana University, bei Eleanor Steber, Ena Thiessen, Gino Bechi und Vahan Khanzadian.
Sie wirkte als Professorin und Opernleiterin an der University of Adelaide, der Northern Arizona University, der Northwestern State University und am Belmont College und leitete die Aufführung von mehr als vierzig Opern, Musicals, musikalischen Revues und Cabaretproduktionen. Mitte der 1980er Jahre war sie künstlerische Leiterin der Opera de Lafayette in Indiana.
Zwischen 1995 und 1997 schrieb sie eine Reihe von Cabaret-Programmen, darunter The truth about Love, Viennese, please! und A french revue. 1998 gründete sie die First Light Gala zur Unterstützung des First Light Women's Shelter in Birmingham, Alabama, 2001 die BAA Cabaret Series der Birmingham Art Association. Zudem produziert sie regelmäßig Veranstaltungen für das Birmingham Peace Project. Seit 2004 leitet sie das von ihr begründete Political Incorrect Cabaret, ein Ensemble von Sängern, Tänzern und Musikern, das politisches Cabaret im Stil der Weimarer Republik aufführt.
Neben Opernrollen wie Musetta in La Bohème, Sophie in Der Rosenkavalier und Adele in Die Fledermaus sang sie Solopartien in den Requiems von Wolfgang Amadeus Mozart, Johannes Brahms und Gabriel Fauré, Georg Friedrich Händels Messiah und Joseph Haydns Nelsonmesse. 2000 nahm sie zugunsten von Ärzte ohne Grenzen die CD Music in Flight mit Kompositionen Kurt Weills, Hanns Eislers, Paul Dessaus und LaDonna Smith’ auf. Auf dem 2008 erschienenen Album Rosas de Pulpa; Rosas de Cal sang sie, begleitet von der Pianistin Heather Coltman, Lieder von Valdo Sciammarella.